# Phytolacca sanguinea
Phytolacca sanguinea är en kermesbärsväxtart som beskrevs av H.Walter. Phytolacca sanguinea ingår i släktet kermesbärsläktet, och familjen kermesbärsväxter. Inga underarter finns listade i Catalogue of Life.